# Schizidium davidi
Schizidium davidi är en kräftdjursart som först beskrevs av Dollfus 1887.  Schizidium davidi ingår i släktet Schizidium och familjen klotgråsuggor. Inga underarter finns listade i Catalogue of Life.